# Arbeitsgericht Wiesbaden

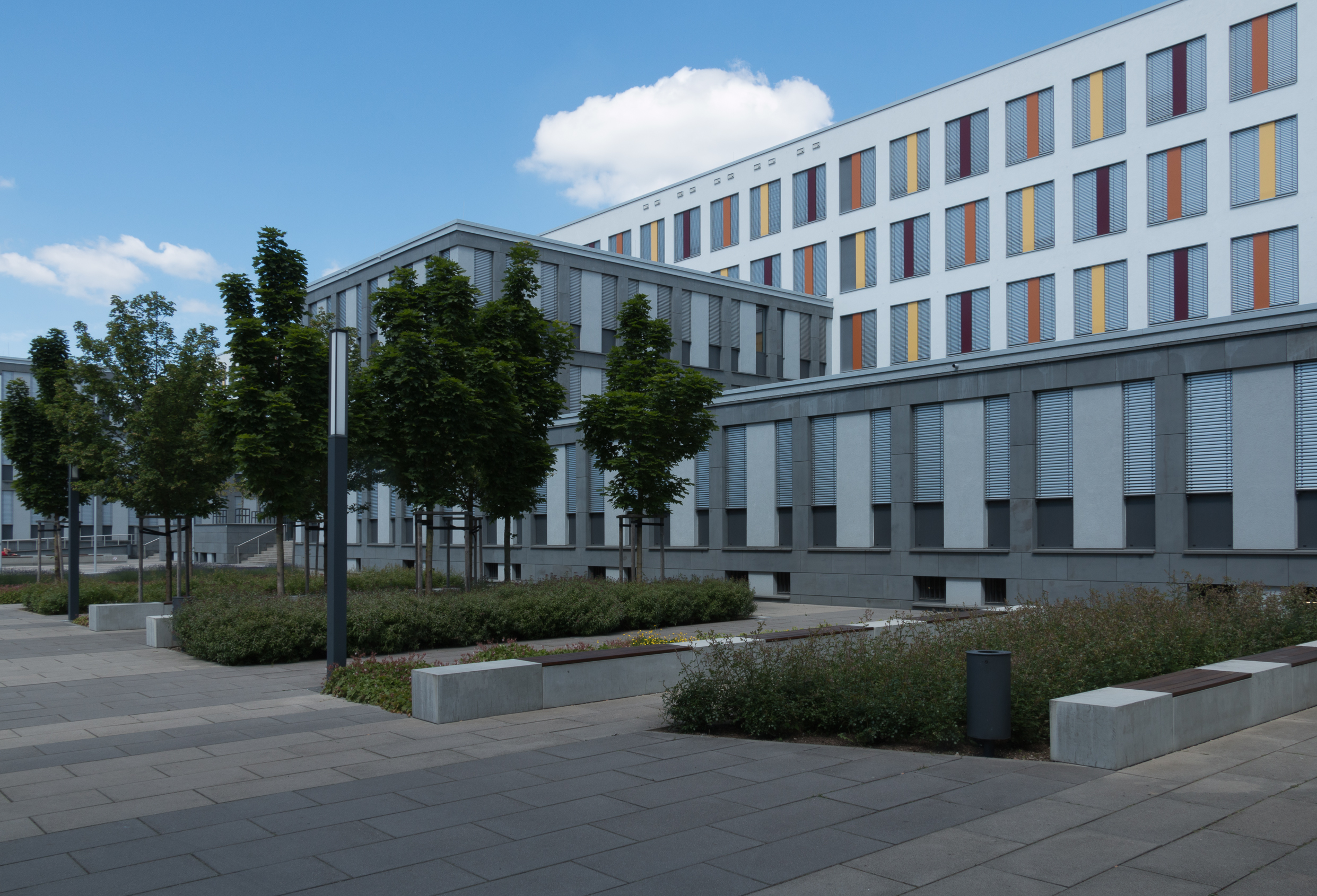
Justizzentrum Wiesbaden

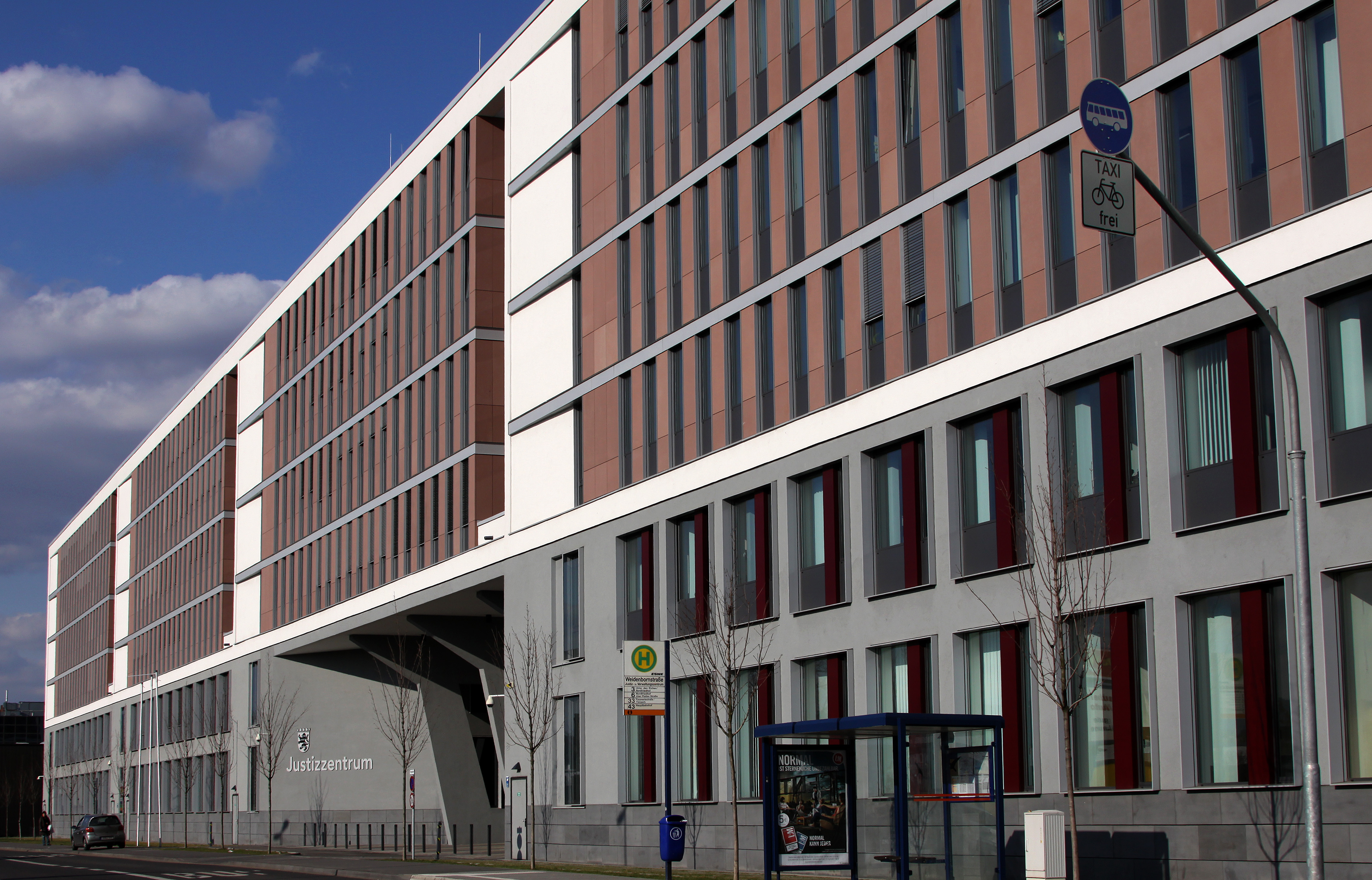
Justizzentrum Wiesbaden

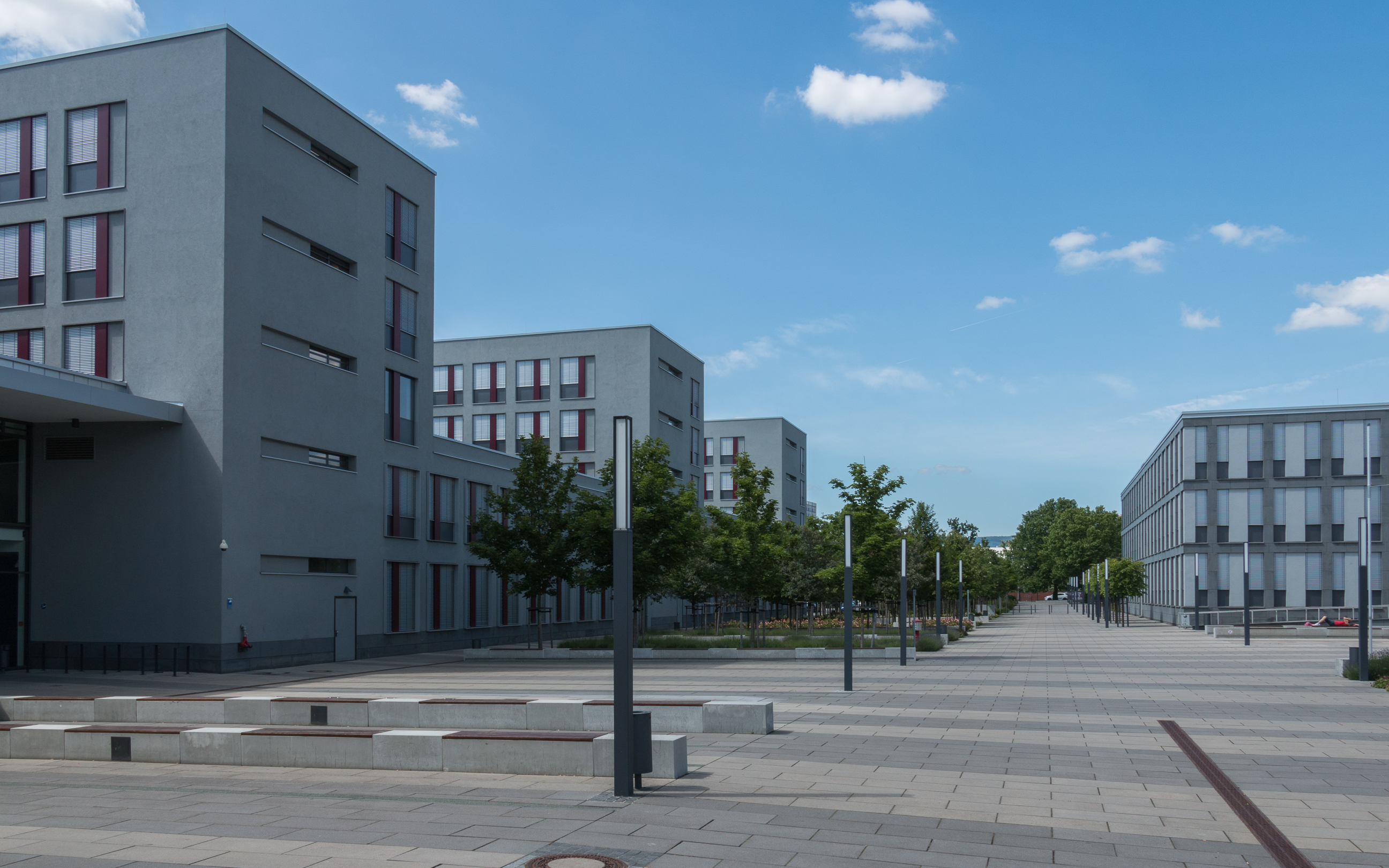
Das neue Justizzentrum in der Mainzer Straße

Das Arbeitsgericht Wiesbaden, ein Gericht der Arbeitsgerichtsbarkeit, ist eines der sieben hessischen Arbeitsgerichte.

## Gerichtssitz und -bezirk
Das Gericht hat seinen Sitz in Wiesbaden.
Es ist örtlich zuständig für Rechtsstreitigkeiten aus den Amtsgerichtsbezirken Idstein, Rüdesheim am Rhein, Bad Schwalbach und Wiesbaden. Außerdem ist es aufgrund tarifvertraglicher bzw. gesetzlicher Regelungen erstinstanzlich zuständig für alle Klagen, die von den Sozialkassen des Baugewerbes gegen Arbeitgeber mit Sitz in den alten Bundesländern oder im Ausland geführt werden.
Mit der Auflösung des Arbeitsgerichtes Limburg zum 31. Dezember 2011 ging die Verantwortung für das bisherige Gebiet von Limburg, auf das Arbeitsgericht Wiesbaden über.

## Gebäude und Größe
Das Arbeitsgericht Wiesbaden hat nach der Fertigstellung des neuen Justizzentrums im Jahre 2009 nunmehr seinen Standort in die Mainzer Straße. Die Postanschrift lautet: Mainzer Str. 124, 65189 Wiesbaden.
Das Arbeitsgericht Wiesbaden verfügt über vierzehn Kammern.

## Übergeordnete Gerichte
Dem Arbeitsgericht Wiesbaden sind das Hessische Landesarbeitsgericht und im weiteren Rechtszug das Bundesarbeitsgericht übergeordnet.

## Geschichte
Gemäß Arbeitsgerichtsgesetz vom 23. Dezember 1926 wurden in Deutschland Arbeitsgerichte gebildet. Diese waren nur in der ersten Instanz organisatorisch selbstständige Gerichte, die Landesarbeitsgerichte waren den Landgerichten zugeordnet. Am Landgericht Frankfurt am Main entstand so 1927 das Landesarbeitsgericht Frankfurt am Main als eines von drei Landesarbeitsgerichten im Bezirk des Oberlandesgerichtes Frankfurt am Main. In Wiesbaden entstand das Arbeitsgericht Wiesbaden. Sein Sprengel umfasste den Bezirk der Eltville, Hochheim, Idstein, Langenschwalbach, Rüdesheim, Wehen und Wiesbaden. Es bestand je eine Kammer für Arbeiter, für Angestellte und für Handwerk.
Gemäß Kontrollratsgesetz 21 vom 30. März 1946 sollten in Deutschland Arbeitsgerichte aufgebaut werden. Das Arbeitsgericht Wiesbaden wurde wieder errichtet.